# The Return (album The 4-Skinsa)
The Return album engleskog punk rock/oi! sastava The 4-Skins. Objavio ga je njemačka etiketa Randale Records 2010. godine. Objavljen je 4. travnja 2010. godine.

## Popis pjesama
Popis pjesama:
1. The Return
2. Brave New World
3. I Don't Care
4. Jealousy
5. Prawn Sandwich
6. Sorry
7. Thanks For The Memories
8. Evil
9. Take No More
10. Come On Feel The Noize
11. One Law For Them
12. Soldiers Graves
13. Yesterdays Heroes
14. I'm Exclusive

## Osoblje
Izvođači:
1. Gary Hodges - vodeći vokal
2. Tom Brennan (Big Tom) - vodeća gitara
3. Graham Bacon - bas
4. Sedge Swatton - bubnjevi